# Cuevas de Almudén
Cuevas de Almudén (aragónul Cuevas d'Almudén) település Spanyolországban, Teruel tartományban. Cuevas de Almudén Galve, Mezquita de Jarque, Escucha, Palomar de Arroyos, Aliaga és Jarque de la Val községekkel határos. Lakosainak száma 115 fő (2024).

## Népesség
A település népessége az utóbbi években az alábbiak szerint változott:
| Lakosok száma | 103  | 115  | 117  | 125  | 148  | 145  | 138  | 126  | 126  | 115  |
|               | 2001 | 2004 | 2007 | 2009 | 2012 | 2014 | 2017 | 2019 | 2022 | 2024 |